# 2. Fußball-Bundesliga 1974/75
Die 2. Bundesliga wurde mit der Saison 1974/75 als Unterbau der Bundesliga neu geschaffen. Gespielt wurde in zwei Staffeln (Nord und Süd) zu jeweils 20 Vereinen. Die beiden Staffelmeister stiegen direkt in die Bundesliga auf, der dritte Aufstiegsplatz wurde in zwei Relegationsspielen zwischen den jeweiligen Staffelzweiten ermittelt.
Die Qualifikation für die neu geschaffene 2. Bundesliga geschah nach einem aufwändigen Punktsystem. Maßgeblich waren nicht nur die Platzierungen der vorangegangenen fünf Spielzeiten, sondern auch wirtschaftliche und strukturelle Voraussetzungen. Dazu gab es eine Fünfjahreswertung, wobei die ersten zwei Jahre einfach, die nächsten beiden Jahre doppelt und das letzte Jahr dreifach gewertet wurden. Bei Punktgleichheit sollte das letzte Jahr gelten.
Als Staffelmeister stiegen am Ende der Saison Hannover 96 (Staffel Nord) und der Karlsruher SC (Staffel Süd) in die Bundesliga auf. Nach zwei Aufstiegsspielen gegen den FK Pirmasens komplettierte Bayer Uerdingen das Aufstiegstrio.
Aus der Bundesliga stiegen der Wuppertaler SV, Tennis Borussia Berlin (in die Staffel Nord) und der VfB Stuttgart (in die Staffel Süd) ab und spielten somit in der folgenden Saison 1975/76 in der 2. Bundesliga.

## Wirtschaftlichkeit
Die Einführung eines Unterbaus der Bundesliga sollte die Absteiger aus der Bundesliga nicht ins Uferlose abstürzen lassen. Sie sollte zudem durch überregionale Zusammenlegungen die Spitzenmannschaften der ehemaligen Regionalligen sich miteinander messen lassen. Aufwertungen durch Spitzenduelle versprachen mehr Qualität und mehr Zuschauer, also bessere Einnahmen. Demgegenüber standen weitere Anfahrtsdistanzen zu den Begegnungen auswärts. Soweit der Plan.
Die Bilanz nach der ersten Spielzeit war nicht sehr ermutigend. Nur sieben von 40 Clubs erzielten Gewinne (Karlsruher SC, 1860 München, 1. FC Saarbrücken, FC Augsburg, Borussia Dortmund, Arminia Bielefeld und Göttingen 05), fünf zeigten eine ausgeglichene Bilanz (Schweinfurt 05, SV Waldhof Mannheim, SpVgg Bayreuth, Wormatia Worms und FC Homburg), aber 29 verzeichneten gestiegene Schulden (besonders eklatant der VfL Osnabrück, Fortuna Köln und Borussia Neunkirchen). In der Nordgruppe summierten sich die roten Zahlen auf über 3,2 Mio. DM, im Süden auf etwa 1,6 Mio. DM.
Zudem waren ligaweit zu viele Spieler – oft genug ältere Spieler der Bundesliga – für beträchtliche Summen eingekauft worden, die meisten Gehälter und Prämien lagen für diese Klasse zu hoch, mancher Spieler erhielt höhere Bezüge in der Zweiten Bundesliga als in der Bundesliga.
Stadtparlamente und frühere Mäzene weigerten sich, für die Schulden aufzukommen. Einige Klubs mussten ihr Eigentum, wie Klubhäuser und Sportanlagen an Banken verpfänden. „Nur schuldenfreie Klubs sollten es wagen,... in das Lager des bezahlten Fußballs zu wechseln“ – so der DFB am Saisonende.
Zudem führte der nackte Existenzkampf auf dem Rasen zu 47 roten Karten und 271 Elfmetern.
Als nicht förderlich erwies sich die Aufteilung der Spieltage auf zwei Tage. Es lag im Ermessen der Clubs, ob Samstag oder Sonntag gespielt wurde, dies im Gegensatz zur Bundesliga, wo einheitlich samstags zur selben Uhrzeit angepfiffen wurde – mit Ausnahme eines Freitagabendspiels pro Spieltag.
Viele Vereine erwarteten weit mehr Zuschauer als tatsächlich kamen. Die Südgruppe verzeichnete einen Zuschauerschnitt von 7.520, der Norden von 6.355.

## Nord
Hannover 96, im Vorjahr aus der Bundesliga abgestiegen, sicherte sich unter Trainer Helmut Kronsbein als Meister der Staffel Nord den sofortigen Wiederaufstieg. Bereits zu Beginn der Saison war die Dominanz der Mannschaft erkennbar. Wenn auch zwischenzeitlich der erarbeitete Vorsprung zusammenschmolz, so sicherten doch sichere Torschützen wie Gerd Kasperski und Roland Stegmayer im Sturm sowie das spielstarke Talent Hans-Georg Kulik im Mittelfeld durch ihre Offensivkraft die notwendigen Siege. Trainer Kronsbein kritisierte wiederholt die allzu anspruchsvolle Erwartungshaltung des hannoverschen Publikums.
Bayer Uerdingen – Trainer Klaus Quinkert – wurde mit einem Rückstand von drei Punkten auf den zweiten Platz verwiesen. Dieser Platz konnte erst durch starke Leistungen in den letzten Saisonspielen erobert werden, denn zu Saisonbeginn hatte sich die Elf um den überragenden Libero Paul Hahn zunächst recht schwer getan. Dieser zweite Platz bedeutete für Uerdingen die Teilnahme an der Relegation gegen den FK Pirmasens, in der sich Uerdingen mit einem 4:4-Unentschieden und einem 6:0-Sieg durchsetzte und als zweiter Verein der Staffel Nord in die Bundesliga aufstieg.
Mit einem Punkt hinter Uerdingen kamen der FC St. Pauli und Arminia Bielefeld mit jeweils 50:26 Zählern auf den dritten beziehungsweise vierten Rang. St. Pauli erzielte in der Rückrunde 32:6 Punkte, aber wegen der schwachen Hinrunde mit 18:20 Punkten fehlte in der Endabrechnung ein Punkt. Überragend spielten beim FC St. Pauli Horst Wohlers und Rüdiger Wenzel. Ärger beim Kiez-Club gab es im März 1975 durch einen Spielerstreik wegen ausstehender Löhne. Zudem wurde in zehn Monaten sechsmal ins Vereinsheim eingebrochen. Am Ende der Saison war man gezwungen, die Leistungsträger Wenzel und Wohlers zu verkaufen.
Die Ostwestfalen aus Bielefeld spielten stets an der Spitze mit und hatten mit dem vom VfB Schloß Holte gekommenen Flügelstürmer Ewald Lienen einen Glücksgriff getan; leider fiel er durch Verletzung zwischendurch aus. Weiterhin überragten Torjäger Volker Graul und Mittelfeld-Regisseur Ulrich Braun. Die Arminia spielte vor allem auswärts stark, leistete sich jedoch insgesamt 14 Unentschieden, was letztlich entscheidend war für den Rückstand gegenüber Rang zwei. Die Verletztenliste war zwischenzeitlich so lang, dass Trainer Erhard Ahmann vorübergehend nur 14 einsatzbereite Spieler zur Verfügung standen. Zudem kassierte die Arminia zu viele Gegentore: insgesamt 47.
Der ebenfalls im Vorjahr abgestiegene SC Fortuna Köln verpasste als Tabellenfünfter mit 46:30 Punkten den sofortigen Wiederaufstieg, der auch in der Zukunft nicht mehr gelingen sollte. Die Elf leistete sich zu viele Punktverluste bei Heimspielen, häufig gegen sogenannte leichte Gegner. Überragend spielte Torhüter Wolfgang Fahrian, der selbst nach schweren Verletzungen nie aufsteckte.
Lange war Borussia Dortmund – Trainer Otto Knefler – weit oben in der Tabelle platziert, im DFB-Pokal sogar bis ins Halbfinale vorgedrungen, doch am Ende reichte es deutlich nicht für einen Platz weit vorne in der 2. Bundesliga. Dem Team schien buchstäblich die Luft auszugehen, so dass man punktgleich mit Fortuna Köln nur Rang sechs erreichte. Zudem war der torgefährliche Stürmer Klaus Ackermann acht Wochen lang gesperrt. Er konnte durch Zoltan Varga nicht hinreichend ersetzt werden. So blieb das Dilemma, dass allzu oft drückende Überlegenheit im Spiel nicht in Treffer umgesetzt werden konnte.
Nicht die Erwartungen erfüllte auch Alemannia Aachen, die bei Saisonbeginn zwar als Altherrentruppe deklariert, dennoch als spielstark galt. Das Team hatte sich vor Rundenbeginn mit den Neuzugängen Rolf Kucharski, Klaus-Dieter Sieloff, Hans Schulz, Udo Kloß und Josef Bläser verstärkt. Allerdings fiel Sieloff lange verletzungsbedingt aus und Hans Schulz spielte zu oft unter Form. Immerhin war der Routinier Christian Breuer ein Garant für gute Leistungen. Erst ein erkämpftes 1:1-Unentschieden beim späteren Bundesliga-Aufsteiger Bayer Uerdingen sicherte zum Schluss drei Punkte Vorsprung vor den Abstiegsrängen. Im Verlaufe der enttäuschenden Spielzeit wurde zudem Trainer Michael Pfeiffer durch Horst Witzler ersetzt.
Noch knapper rettete sich die Mannschaft vom Stimbergstadion, die SpVgg Erkenschwick mit zwei Punkten Vorsprung vor den Abstiegsrängen über die Ziellinie. Im Saisonverlauf wechselten Erfolge und Rückschläge einander ab. Nach der Heimniederlage gegen den VfL Wolfsburg, warf man Trainer Fritz Langner vor, zu defensiv zu spielen. Danach glückte aber ein Auswärtssieg bei Arminia Bielefeld. Fünf Wochen vor Saisonende erkrankte Trainer Langner, der zunächst durch Hermann Eppenhoff ersetzt wurde, der aber dann ebenfalls krank ausfiel, so dass am Ende Übungsleiter Heinz Sewina den Klassenerhalt sicherte.
Vergebens auf den Klassenerhalt hoffte der TSR Olympia Wilhelmshaven, der immerhin sensationelle Siege über Hannover 96 und bei Fortuna Köln einfuhr. Gegen Saisonende geschwächt durch die Feldverweise seiner Stammspieler Helmut Blieske und Wilfried Klinge, geriet er in eine aussichtslose Lage. Auch der vorherige Trainerwechsel von Hans-Wilhelm Loßmann zu Klaus Dröge änderte nichts. So blieb am Ende nur der viertletzte Tabellenplatz und eine Zeitlang die vergebliche Hoffnung, einer der geretteten Vereine würde die Lizenz zurückgeben.
Neben Wilhelmshaven stiegen der ehemalige Erstligist Rot-Weiß Oberhausen (finanzielle Krise, Notvorstand, eineinhalb Millionen Schulden am Saisonende) ebenso in die jeweiligen dritten Ligen ab wie der VfL Wolfsburg (neun sieglose Spiele nacheinander, zwei Trainerwechsel) und der abgeschlagen platzierte HSV Barmbek-Uhlenhorst, dessen bemerkenswertestes Ergebnis ein 1:0-Heimsieg nach zuvor 13 sieglosen Spielen gegen Borussia Dortmund war.

### Abschlusstabelle
| Pl. | Verein                          | Sp. | S  | U  | N  | Tore    | Diff. | Punkte |
| --- | ------------------------------- | --- | -- | -- | -- | ------- | ----- | ------ |
| 1.  | Hannover 96 (A)                 | 38  | 25 | 4  | 9  | 093:390 | +54   | 54:22  |
| 2.  | Bayer 05 Uerdingen (Q W)        | 38  | 20 | 11 | 7  | 066:380 | +28   | 51:25  |
| 3.  | FC St. Pauli (Q N)              | 38  | 22 | 6  | 10 | 077:480 | +29   | 50:26  |
| 4.  | Arminia Bielefeld (Q W)         | 38  | 18 | 14 | 6  | 068:470 | +21   | 50:26  |
| 5.  | SC Fortuna Köln (A)             | 38  | 21 | 4  | 13 | 069:430 | +26   | 46:30  |
| 6.  | Borussia Dortmund (Q W)         | 38  | 17 | 12 | 9  | 065:440 | +21   | 46:30  |
| 7.  | SG Wattenscheid 09 (Q W)        | 38  | 18 | 10 | 10 | 072:530 | +19   | 46:30  |
| 8.  | VfL Osnabrück (Q N)             | 38  | 16 | 10 | 12 | 081:620 | +19   | 42:34  |
| 9.  | Preußen Münster (Q W)           | 38  | 17 | 8  | 13 | 073:630 | +10   | 42:34  |
| 10. | 1. SC Göttingen 05 (Q N)        | 38  | 15 | 9  | 14 | 060:660 | −6    | 39:37  |
| 11. | 1. FC Mülheim-Styrum (Q W)      | 38  | 12 | 12 | 14 | 047:640 | −17   | 36:40  |
| 12. | Schwarz-Weiß Essen (Q W)        | 38  | 13 | 8  | 17 | 055:690 | −14   | 34:42  |
| 13. | Wacker 04 Berlin (Q B)          | 38  | 13 | 7  | 18 | 054:680 | −14   | 33:43  |
| 14. | DJK Gütersloh (Q W)             | 38  | 11 | 10 | 17 | 057:630 | −6    | 32:44  |
| 15. | Alemannia Aachen (Q W)          | 38  | 11 | 8  | 19 | 057:710 | −14   | 30:46  |
| 16. | SpVgg Erkenschwick (Q W)        | 38  | 9  | 11 | 18 | 049:700 | −21   | 29:47  |
| 17. | TSR Olympia Wilhelmshaven (Q N) | 38  | 10 | 7  | 21 | 054:810 | −27   | 27:49  |
| 18. | Rot-Weiß Oberhausen (Q W)       | 38  | 6  | 15 | 17 | 038:660 | −28   | 27:49  |
| 19. | VfL Wolfsburg (Q N)             | 38  | 10 | 6  | 22 | 061:890 | −28   | 26:50  |
| 20. | HSV Barmbek-Uhlenhorst (Q N)    | 38  | 6  | 8  | 24 | 034:860 | −52   | 20:56  |

| (A)   | Absteiger aus der Bundesliga 1973/74            |
| (Q B) | Qualifikant aus der Regionalliga Berlin 1973/74 |
| (Q N) | Qualifikant aus der Regionalliga Nord 1973/74   |
| (Q W) | Qualifikant aus der Regionalliga West 1973/74   |

### Kreuztabelle
Die Kreuztabelle stellt die Ergebnisse aller Spiele dieser Saison dar. Die Heimmannschaft ist in der linken Spalte aufgelistet und die Gastmannschaft in der obersten Reihe.
| Nord 1974/1975 | Nord 1974/1975            | Hannover 96 | FC Bayer 05 Uerdingen |     | DSC Arminia Bielefeld | SC Fortuna Köln | Borussia Dortmund | SG Wattenscheid 09 | VfL Osnabrück | Preußen Münster | 1. SC Göttingen 05 | 1. FC Mülheim-Styrum | Schwarz-Weiß Essen | Wacker 04 Berlin | DJK Gütersloh | Alemannia Aachen | SpVgg Erkenschwick | TSR Olympia Wilhelmshaven | Rot-Weiß Oberhausen | VfL Wolfsburg | HSV Barmbek-Uhlenhorst |
| 01.            | Hannover 96               |             | 2:0                   | 0:1 | 3:1                   | 2:0             | 0:0               | 4:1                | 2:0           | 0:1             | 6:0                | 4:1                  | 3:1                | 7:0              | 6:1           | 3:0              | 7:1                | 2:0                       | 5:2                 | 2:1           | 5:2                    |
| 02.            | Bayer 05 Uerdingen        | 6:3         |                       | 2:0 | 0:0                   | 1:0             | 2:0               | 1:0                | 5:2           | 3:1             | 1:3                | 2:1                  | 3:0                | 3:0              | 2:2           | 1:1              | 2:0                | 3:0                       | 0:0                 | 4:1           | 3:1                    |
| 03.            | FC St. Pauli              | 0:1         | 1:0                   |     | 3:0                   | 3:2             | 1:4               | 1:3                | 2:1           | 1:1             | 4:0                | 3:1                  | 5:1                | 1:2              | 1:0           | 1:0              | 2:0                | 2:1                       | 4:1                 | 10:2          | 3:1                    |
| 04.            | Arminia Bielefeld         | 1:0         | 0:0                   | 1:1 |                       | 3:2             | 1:1               | 1:1                | 1:1           | 3:2             | 4:0                | 1:0                  | 2:1                | 3:0              | 3:1           | 2:0              | 2:3                | 1:1                       | 1:1                 | 1:1           | 7:1                    |
| 05.            | SC Fortuna Köln           | 1:0         | 1:0                   | 1:1 | 0:2                   |                 | 2:0               | 2:0                | 1:1           | 4:1             | 2:0                | 7:0                  | 2:1                | 2:0              | 4:1           | 5:2              | 2:1                | 0:2                       | 1:0                 | 2:1           | 4:0                    |
| 06.            | Borussia Dortmund         | 3:1         | 1:1                   | 4:1 | 1:1                   | 1:0             |                   | 3:3                | 3:1           | 4:3             | 2:2                | 1:0                  | 1:3                | 2:0              | 2:1           | 6:0              | 2:1                | 1:1                       | 4:0                 | 2:2           | 2:1                    |
| 07.            | SG Wattenscheid 09        | 1:3         | 2:0                   | 2:1 | 4:0                   | 0:0             | 2:0               |                    | 4:1           | 4:0             | 2:1                | 3:2                  | 3:0                | 2:1              | 1:3           | 1:0              | 1:1                | 2:2                       | 3:0                 | 3:2           | 4:0                    |
| 08.            | VfL Osnabrück             | 0:1         | 2:0                   | 2:1 | 1:1                   | 0:2             | 3:2               | 2:1                |               | 3:2             | 5:1                | 6:1                  | 6:0                | 1:1              | 4:2           | 2:0              | 3:0                | 5:2                       | 1:1                 | 3:0           | 5:2                    |
| 09.            | Preußen Münster           | 1:1         | 3:0                   | 0:4 | 1:2                   | 2:3             | 1:0               | 4:1                | 3:3           |                 | 3:0                | 4:0                  | 4:2                | 1:1              | 3:3           | 2:1              | 5:1                | 2:1                       | 1:0                 | 2:2           | 1:1                    |
| 10.            | 1. SC Göttingen 05        | 0:2         | 1:1                   | 5:0 | 2:2                   | 1:0             | 0:0               | 2:1                | 2:2           | 3:2             |                    | 2:0                  | 1:1                | 1:0              | 5:2           | 5:2              | 1:1                | 5:2                       | 3:2                 | 2:3           | 2:1                    |
| 11.            | 1. FC Mülheim-Styrum      | 2:2         | 1:1                   | 2:0 | 2:2                   | 2:1             | 3:2               | 1:1                | 1:0           | 2:3             | 0:0                |                      | 1:1                | 1:0              | 1:0           | 2:4              | 3:1                | 1:0                       | 1:1                 | 2:1           | 3:1                    |
| 12.            | Schwarz-Weiß Essen        | 0:0         | 1:2                   | 1:1 | 1:2                   | 1:0             | 1:1               | 2:0                | 4:1           | 0:1             | 3:1                | 2:1                  |                    | 2:1              | 1:0           | 3:0              | 3:1                | 4:0                       | 1:1                 | 0:0           | 5:0                    |
| 13.            | Wacker 04 Berlin          | 1:0         | 0:2                   | 1:2 | 5:3                   | 4:2             | 3:1               | 3:3                | 2:1           | 1:4             | 1:2                | 2:2                  | 1:0                |                  | 1:0           | 2:0              | 0:1                | 3:0                       | 1:1                 | 4:2           | 3:1                    |
| 14.            | DJK Gütersloh             | 3:2         | 1:1                   | 2:2 | 1:2                   | 2:0             | 0:1               | 0:1                | 1:1           | 0:1             | 3:2                | 1:1                  | 3:1                | 3:1              |               | 4:2              | 1:1                | 4:0                       | 1:1                 | 3:1           | 2:0                    |
| 15.            | Alemannia Aachen          | 1:3         | 2:2                   | 1:2 | 3:1                   | 1:1             | 0:1               | 0:0                | 2:2           | 2:1             | 0:2                | 1:1                  | 8:1                | 1:3              | 2:1           |                  | 4:0                | 3:0                       | 3:1                 | 2:1           | 2:1                    |
| 16.            | SpVgg Erkenschwick        | 0:1         | 1:3                   | 0:1 | 0:2                   | 5:2             | 1:1               | 2:2                | 1:0           | 2:3             | 2:0                | 1:2                  | 2:1                | 2:2              | 2:2           | 0:0              |                    | 4:1                       | 1:1                 | 1:2           | 1:1                    |
| 17.            | TSR Olympia Wilhelmshaven | 2:0         | 2:4                   | 1:2 | 1:2                   | 0:1             | 1:2               | 3:4                | 2:1           | 1:2             | 1:1                | 2:2                  | 5:2                | 2:1              | 2:1           | 2:2              | 1:2                |                           | 4:0                 | 2:1           | 2:1                    |
| 18.            | Rot-Weiß Oberhausen       | 0:4         | 1:3                   | 0:0 | 2:2                   | 1:2             | 0:4               | 2:2                | 1:1           | 2:1             | 1:0                | 0:0                  | 1:2                | 2:0              | 0:1           | 2:1              | 1:1                | 2:3                       |                     | 5:1           | 1:1                    |
| 19.            | VfL Wolfsburg             | 3:4         | 0:1                   | 2:3 | 0:3                   | 1:5             | 0:0               | 3:2                | 4:5           | 1:1             | 0:1                | 1:0                  | 4:1                | 3:1              | 2:1           | 2:3              | 0:3                | 6:2                       | 2:0                 |               | 2:0                    |
| 20.            | HSV Barmbek-Uhlenhorst    | 1:2         | 1:1                   | 0:6 | 0:2                   | 0:3             | 1:0               | 0:2                | 1:3           | 1:0             | 2:1                | 0:1                  | 1:1                | 2:2              | 0:0           | 2:1              | 3:2                | 0:0                       | 0:1                 | 3:1           |                        |

### Die eingesetzten Spieler von Hannover 96 und Bayer 05 Uerdingen
- Hannover 96:

Franz-Josef Pauly (38), Bernd Wehmeyer (38), Peter Anders (38), Roland Stegmayer (38), Gerd Kasperski (38), Peter Dahl (38), Rainer Stiller (34), Georg Damjanoff (34), Herbert Meyer (32), Wolfgang Lex (25), Hans-Georg Kulik (17), Hans-Herbert Blumenthal (13), Roland Peitsch (10), Karl-August Herbeck (6), Holger Busse (5), Gustav Thaler (4), Karlheinz Höfer (3)
- Bayer 05 Uerdingen:

Paul Hahn (38), Manfred Kroke (38), Friedhelm Funkel (38), Wolfgang Lüttges (37), Peter Falter (36), Norbert Brinkmann (36), Edmund Stieber (36), Horst Riege (35), Heinz Mostert (34), Lothar Prehn (33), Hans-Jürgen Wloka (32), Ludwig Lurz (25), Franz Raschid (20), Wolfgang Franke (17), Dieter Kraus (16), Klaus Lenzke (13), Werner Vollack (2)

### Torschützenliste
Torschützenkönig der Staffel Nord wurde Volker Graul von Arminia Bielefeld mit 30 Treffern.
|    | Nat.                       | Spieler            | Verein            | Tore |
| -- | -------------------------- | ------------------ | ----------------- | ---- |
| 1. | Deutschland Bundesrepublik | Volker Graul       | Arminia Bielefeld | 30   |
| 2. | Deutschland Bundesrepublik | Gerd-Volker Schock | VfL Osnabrück     | 26   |
| 3. | Deutschland Bundesrepublik | Rüdiger Wenzel     | FC St. Pauli      | 24   |
| 4. | Danemark                   | Peter Dahl         | Hannover 96       | 23   |
| 5. | Deutschland Bundesrepublik | Gerd Kasperski     | Hannover 96       | 20   |
| 5. | Deutschland Bundesrepublik | Rolf Kucharski     | Alemannia Aachen  | 20   |

### Aufstiegsrunden zur 2. Bundesliga Nord
Als Aufsteiger für die kommende Saison qualifizierten sich: Bayer 04 Leverkusen, SG Union Solingen, Westfalia Herne und Spandauer SV.

## Süd
Der Karlsruher SC stieg als Staffelmeister nach sieben unterklassigen Jahren in die Bundesliga auf. Die von Trainer Carl-Heinz Rühl hervorragend gecoachte Mannschaft bot durchweg eine überzeugende Leistung. Sie stellte eine stabile Einheit dar, die jedes Tempo mitgehen konnte und sich auch durch  Spielerausfälle nicht aus dem Rhythmus bringen ließ. Der Vorsprung vor der Konkurrenz wäre noch größer gewesen, wenn man nicht die letzten beiden Spiele verloren hätte. Die Neuzugänge Bernd Hoffmann und Martin Kübler (beide vom VfR Heilbronn) überzeugten ebenso wie Peter Gutzeit, der von Hertha BSC kam.
Eine gewisse Überraschung war der zweite Platz des FK Pirmasens, der die Mär vom angeblich schwächeren Südwesten Lügen strafte, auch wenn die Teilnahme an der Relegation gegen Bayer Uerdingen letztlich nicht erfolgreich verlief und man in der 2. Bundesliga verblieb. Die Zuschauer-Resonanz am heimischen Stadion an der Zweibrücker Straße (Horeb) jedoch blieb mit 6.000 Zuschauern im Durchschnitt enttäuschend. So wuchs der Schuldenberg an und als ein Aufstieg in die Bundesliga eine Option wurde, löste man gar die eigene Amateurabteilung auf, um Kosten zu sparen.
Nur durch die schlechtere Tordifferenz verfehlte der überraschende Dritte, Schweinfurt 05, Platz zwei. Das von Istvan Sztani trainierte Team um die mit je 16 Treffern überragenden Torjäger Lothar Emmerich und Werner Seubert sowie mit dem leistungsstarken Harald Aumeier brachte sich kurz vor Saisonende durch einen beim Spiel gegen den Absteiger Wormatia Worms vorlorenen Punkt um die Teilnahme an der Bundesliga-Aufstiegsrunde.
Nach der Vorrunde lag Bayern Hof auf dem siebten Rang, fünf Zähler vom zweiten entfernt. Zwischen dem 22. und 34. Spieltag holte die Mannschaft 21:5 Punkte bei neun Siegen, drei Unentschieden und nur einer Niederlage. So stieß man bis auf Platz zwei vor, verlor diesen aber durch eine überraschende Heimniederlage am 35. Spieltag gegen Darmstadt 98. Alle Mitbewerber um vordere Positionen wurden daheim bezwungen, sogar der KSC, doch dann fehlten am Ende zwei Punkte zur Bundesliga-Aufstiegsrunde.
Viel vorgenommen hatten sich die beiden Ex-Bundesligisten 1860 München und 1. FC Nürnberg, die beide erhebliche Investitionen in Spieler und Trainer vorgenommen hatten. Beide enttäuschten als fünfte und sechste in der Endabrechnung. Bei den 60ern warf der ehemalige Meistertrainer Max Merkel im März 1975 das Handtuch und wurde von Heinz Lucas abgelöst. Der Club zeigte in seinem 75-jährigen Jubiläumsjahr allzu oft Mängel in der Abwehr, so beim 6:5-Sieg über den FC Homburg; hinzu kamen vereinsinterne Machtkämpfe zwischen dem später zurückgetretenen Obmann Franz Brungs und dem Vereinsvorstand.
Lange sah auch der 1. FC Saarbrücken wie ein sicherer Anwärter auf Rang zwei aus, dann kam ein Leistungstief, das mit einer Heimniederlage gegen Worms seinen Höhepunkt erreichte. Viele verletzte Stammspieler, dazu eine Sperre für Ludwig Denz schwächten die Mannschaft. Trainer Slobodan Cendic fehlten zudem geeignete Stürmer, um auswärts zielsicher zu kontern. Da konnte sich Mittelfeldmann Felix Magath noch so bemühen, der Erfolgsfaden war gerissen und es reichte am Ende nur zu Rang sieben.
Knapp sicherten sich die Stuttgarter Kickers den Klassenerhalt, was sie letztlich ihrer Heimstärke verdankten. Lediglich Hof, Pirmasens und Schweinfurt nahmen beide Punkte aus dem Stadion am Degerloch (dem heutigen Gazi-Stadion auf der Waldau) mit. Da die Besucherzahlen weit hinter den Erwartungen zurückblieben, wuchsen die Verbindlichkeiten bis Saisonende auf fast 1. Mio. DM an.
Es reichte hingegen nicht für den VfR Heilbronn, den ehemaligen Bundesligisten Borussia Neunkirchen sowie Wormatia Worms und den VfR Mannheim. Alle vier Teams stiegen ab.

### Abschlusstabelle
| Pl. | Verein                        | Sp. | S  | U  | N  | Tore    | Diff. | Punkte |
| --- | ----------------------------- | --- | -- | -- | -- | ------- | ----- | ------ |
| 1.  | Karlsruher SC (Q S)           | 38  | 22 | 6  | 10 | 076:500 | +26   | 50:26  |
| 2.  | FK Pirmasens (Q SW)           | 38  | 19 | 10 | 9  | 075:620 | +13   | 48:28  |
| 3.  | 1. FC Schweinfurt 05 (Q S)    | 38  | 19 | 10 | 9  | 065:590 | +6    | 48:28  |
| 4.  | FC Bayern Hof (Q S)           | 38  | 18 | 10 | 10 | 065:460 | +19   | 46:30  |
| 5.  | TSV 1860 München (Q S)        | 38  | 20 | 5  | 13 | 064:450 | +19   | 45:31  |
| 6.  | 1. FC Nürnberg (Q S)          | 38  | 17 | 8  | 13 | 070:520 | +18   | 42:34  |
| 7.  | 1. FC Saarbrücken (Q SW)      | 38  | 15 | 11 | 12 | 072:520 | +20   | 41:35  |
| 8.  | SV Chio Waldhof 07 (Q S)      | 38  | 16 | 8  | 14 | 052:420 | +10   | 40:36  |
| 9.  | SpVgg Bayreuth (Q S)          | 38  | 15 | 10 | 13 | 053:500 | +3    | 40:36  |
| 10. | SV Darmstadt 98 (Q S)         | 38  | 16 | 7  | 15 | 068:620 | +6    | 39:37  |
| 11. | 1. FSV Mainz 05 (Q SW)        | 38  | 14 | 10 | 14 | 063:600 | +3    | 38:38  |
| 12. | FC Augsburg (Q S)             | 38  | 12 | 13 | 13 | 061:630 | −2    | 37:39  |
| 13. | SV Röchling Völklingen (Q SW) | 38  | 11 | 12 | 15 | 056:540 | +2    | 34:42  |
| 14. | FC 08 Homburg (Q SW)          | 38  | 13 | 8  | 17 | 071:740 | −3    | 34:42  |
| 15. | SpVgg Fürth (Q S)             | 38  | 12 | 10 | 16 | 040:480 | −8    | 34:42  |
| 16. | Stuttgarter Kickers (Q S)     | 38  | 13 | 7  | 18 | 052:610 | −9    | 33:43  |
| 17. | VfR Heilbronn (Q S)           | 38  | 10 | 10 | 18 | 051:780 | −27   | 30:46  |
| 18. | Borussia Neunkirchen (Q SW)   | 38  | 11 | 6  | 21 | 049:730 | −24   | 28:48  |
| 19. | Wormatia Worms (Q SW)         | 38  | 9  | 9  | 20 | 036:660 | −30   | 27:49  |
| 20. | VfR Mannheim (Q S)            | 38  | 8  | 10 | 20 | 043:850 | −42   | 26:50  |

| (Q S)  | Qualifikant aus der Regionalliga Süd 1973/74     |
| (Q SW) | Qualifikant aus der Regionalliga Südwest 1973/74 |

### Kreuztabelle
Die Kreuztabelle stellt die Ergebnisse aller Spiele dieser Saison dar. Die Heimmannschaft ist in der linken Spalte aufgelistet und die Gastmannschaft in der obersten Reihe.
| Süd 1974/1975 | Süd 1974/1975          | Karlsruher SC | FK Pirmasens | 1. FC Schweinfurt 05 | FC Bayern Hof | TSV 1860 München | 1. FC Nürnberg |     | SV Chio Waldhof 07 | SpVgg Bayreuth | SV Darmstadt 98 |     | FC Augsburg | SV Röchling Völklingen | FC 08 Homburg | SpVgg Fürth | SV Stuttgarter Kickers | VfR Heilbronn | Borussia Neunkirchen | Wormatia Worms | VfR Mannheim |
| 01.           | Karlsruher SC          |               | 5:0          | 6:0                  | 2:0           | 1:0              | 1:1            | 2:1 | 1:0                | 5:1            | 2:2             | 3:1 | 2:0         | 0:4                    | 4:2           | 1:0         | 2:1                    | 5:1           | 2:0                  | 2:0            | 5:0          |
| 02.           | FK Pirmasens           | 2:1           |              | 4:1                  | 3:2           | 3:3              | 0:0            | 3:2 | 2:1                | 2:1            | 5:1             | 2:1 | 2:1         | 0:0                    | 4:2           | 2:1         | 3:0                    | 8:0           | 5:3                  | 3:0            | 1:1          |
| 03.           | 1. FC Schweinfurt 05   | 3:0           | 3:1          |                      | 2:3           | 2:1              | 1:0            | 1:1 | 2:0                | 1:1            | 4:1             | 0:0 | 4:2         | 4:3                    | 2:0           | 0:0         | 3:2                    | 2:2           | 4:1                  | 0:0            | 4:1          |
| 04.           | FC Bayern Hof          | 3:0           | 3:1          | 2:0                  |               | 4:2              | 3:0            | 1:1 | 1:0                | 0:0            | 1:2             | 3:3 | 1:3         | 2:1                    | 3:2           | 1:1         | 2:0                    | 0:1           | 3:1                  | 4:0            | 2:0          |
| 05.           | TSV 1860 München       | 1:1           | 3:2          | 1:3                  | 0:0           |                  | 3:2            | 1:0 | 3:0                | 2:0            | 4:0             | 1:3 | 1:1         | 1:0                    | 4:1           | 1:0         | 4:1                    | 1:0           | 4:1                  | 3:0            | 3:0          |
| 06.           | 1. FC Nürnberg         | 2:0           | 1:1          | 4:0                  | 6:2           | 1:0              |                | 2:1 | 2:0                | 1:1            | 3:2             | 3:0 | 2:2         | 1:1                    | 6:5           | 2:0         | 2:1                    | 2:1           | 1:4                  | 3:0            | 5:0          |
| 07.           | 1. FC Saarbrücken      | 0:1           | 6:0          | 0:0                  | 2:1           | 1:0              | 2:1            |     | 2:0                | 4:1            | 1:0             | 2:2 | 2:2         | 2:0                    | 2:3           | 2:0         | 1:1                    | 4:1           | 1:0                  | 0:1            | 0:3          |
| 08.           | SV Chio Waldhof 07     | 1:3           | 0:1          | 4:1                  | 1:0           | 1:2              | 1:0            | 1:1 |                    | 2:1            | 3:0             | 2:1 | 5:0         | 4:0                    | 4:0           | 2:0         | 3:0                    | 1:0           | 2:2                  | 1:0            | 2:0          |
| 09.           | SpVgg Bayreuth         | 1:1           | 4:1          | 1:4                  | 1:0           | 2:1              | 3:1            | 2:2 | 2:1                |                | 0:0             | 4:1 | 2:1         | 1:2                    | 3:0           | 2:0         | 0:0                    | 2:0           | 2:0                  | 0:0            | 2:0          |
| 10.           | SV Darmstadt 98        | 3:2           | 2:2          | 3:1                  | 1:1           | 1:2              | 1:0            | 3:2 | 5:1                | 4:1            |                 | 1:2 | 2:0         | 3:2                    | 4:1           | 1:3         | 2:0                    | 4:1           | 3:0                  | 1:1            | 3:0          |
| 11.           | 1. FSV Mainz 05        | 0:1           | 1:2          | 1:2                  | 2:0           | 1:3              | 2:0            | 1:2 | 1:1                | 3:0            | 1:0             |     | 3:2         | 1:0                    | 2:5           | 2:3         | 1:0                    | 4:1           | 3:0                  | 3:2            | 1:1          |
| 12.           | FC Augsburg            | 1:1           | 3:3          | 0:2                  | 1:2           | 2:3              | 2:0            | 2:1 | 2:1                | 3:0            | 2:1             | 0:0 |             | 1:0                    | 1:0           | 2:0         | 3:1                    | 5:0           | 3:1                  | 3:3            | 1:1          |
| 13.           | SV Röchling Völklingen | 5:0           | 2:0          | 3:4                  | 1:1           | 3:1              | 1:1            | 2:5 | 0:0                | 1:1            | 2:2             | 1:1 | 4:2         |                        | 0:0           | 1:0         | 2:1                    | 0:2           | 3:0                  | 1:1            | 5:1          |
| 14.           | FC 08 Homburg          | 2:3           | 0:0          | 4:0                  | 0:2           | 2:0              | 2:1            | 3:3 | 1:1                | 1:0            | 3:2             | 3:2 | 1:1         | 2:2                    |               | 2:2         | 2:1                    | 4:0           | 3:1                  | 4:0            | 6:1          |
| 15.           | SpVgg Fürth            | 4:2           | 1:1          | 0:1                  | 0:0           | 0:1              | 3:2            | 3:2 | 2:0                | 1:1            | 1:3             | 1:0 | 3:0         | 1:1                    | 2:0           |             | 2:2                    | 1:3           | 0:2                  | 1:0            | 0:0          |
| 16.           | Stuttgarter Kickers    | 1:1           | 0:2          | 0:1                  | 1:4           | 1:0              | 2:2            | 2:0 | 1:1                | 2:0            | 3:1             | 2:2 | 2:0         | 1:0                    | 2:1           | 2:0         |                        | 3:1           | 2:1                  | 4:1            | 1:0          |
| 17.           | VfR Heilbronn          | 1:0           | 2:2          | 5:1                  | 1:2           | 1:1              | 0:3            | 4:4 | 0:0                | 1:3            | 1:1             | 2:2 | 3:3         | 1:0                    | 1:1           | 0:1         | 4:2                    |               | 3:0                  | 1:0            | 0:0          |
| 18.           | Borussia Neunkirchen   | 4:2           | 3:0          | 0:0                  | 2:4           | 1:2              | 1:2            | 0:3 | 2:2                | 1:0            | 3:2             | 1:1 | 2:2         | 1:2                    | 2:0           | 0:1         | 2:1                    | 2:1           |                      | 1:0            | 0:0          |
| 19.           | Wormatia Worms         | 1:2           | 0:2          | 1:1                  | 0:0           | 1:0              | 0:4            | 2:2 | 0:1                | 0:2            | 0:1             | 2:3 | 1:1         | 3:1                    | 2:1           | 2:0         | 3:2                    | 3:2           | 3:1                  |                | 3:1          |
| 20.           | VfR Mannheim           | 1:4           | 2:0          | 1:1                  | 2:2           | 2:1              | 3:1            | 0:5 | 1:2                | 1:5            | 1:0             | 2:5 | 1:1         | 2:0                    | 4:2           | 2:2         | 2:4                    | 1:3           | 1:3                  | 4:0            |              |

### Torschützenliste
Torschützenkönig der Staffel Süd wurde Bernd Hoffmann vom Karlsruher SC mit 25 Treffern.
|    | Nat.                       | Spieler          | Verein                 | Tore |
| -- | -------------------------- | ---------------- | ---------------------- | ---- |
| 1. | Deutschland Bundesrepublik | Bernd Hoffmann   | Karlsruher SC          | 25   |
| 2. | Deutschland Bundesrepublik | Ferdinand Keller | TSV 1860 München       | 22   |
| 2. | Deutschland Bundesrepublik | Otmar Ludwig     | FC 08 Homburg          | 22   |
| 4. | Deutschland Bundesrepublik | Hans Walitza     | 1. FC Nürnberg         | 21   |
| 5. | Luxemburg                  | Gilbert Dussier  | SV Röchling Völklingen | 16   |
| 5. | Deutschland Bundesrepublik | Lothar Emmerich  | 1. FC Schweinfurt 05   | 16   |
| 5. | Deutschland Bundesrepublik | Werner Seubert   | 1. FC Schweinfurt 05   | 16   |
| 5. | Deutschland Bundesrepublik | Hartmut Werner   | FC Bayern Hof          | 16   |

### Aufstiegsrunden zur 2. Bundesliga Süd
Als Aufsteiger für die kommende Saison qualifizierten sich:  Eintracht Bad Kreuznach,  SSV Reutlingen 05, FSV Frankfurt und SSV Jahn Regensburg.

## Aufstiegsspiele zur Bundesliga
Die beiden Staffelzweiten FC Bayer 05 Uerdingen und FK Pirmasens spielten nach Beendigung der eigentlichen Saison in zwei Entscheidungsspielen den dritten Aufsteiger in die Bundesliga aus. Dabei erreichte Uerdingen im Hinspiel in Pirmasens ein 4:4-Unentschieden und sicherte sich anschließend mit einem 6:0-Erfolg im heimischen Grotenburg-Stadion den dritten Aufstiegsplatz.
|              | Gesamt |                    | Hinspiel | Rückspiel |
| ------------ | ------ | ------------------ | -------- | --------- |
| FK Pirmasens | 04:10  | Bayer 05 Uerdingen | 4:4      | 0:6       |

### Hinspiel
| Paarung            | FK Pirmasens – Bayer 05 Uerdingen |
| Ergebnis           | 4:4 (4:3) |
| Datum              | Mittwoch, 18. Juni 1975 |
| Stadion            | Stadion an der Zweibrücker Straße, Pirmasens |
| Zuschauer          | 15.000 |
| Schiedsrichter     | Volker Roth (Salzgitter) |
| Tore               | 1:0 Raimund Krauth (1.) 1:1 Wolfgang Lüttges (17.) 1:2 Wolfgang Franke (24.) 2:2 Dieter Weinkauff (28.) 3:2 Dieter Weinkauff (32.) 4:2 Georg Beichle (36.) 4:3 Peter Falter (42.) 4:4 Wolfgang Lüttges (81.)                                       |
| FK Pirmasens       | Klaus Pudelko (19. Paul Hornung) – Torben Nielsen – Werner Tretter, Robert Jung, Hermann Kohlenbrenner – Guntram Gentes, Georg Beichle, Dieter Weinkauff – Günther Michl (61. Alfred Seiler), Harry Erhart, Raimund Krauth Cheftrainer: Bernd Hoss |
| Bayer 05 Uerdingen | Manfred Kroke – Paul Hahn – Lothar Prehn, Norbert Brinkmann, Edmund Stieber – Wolfgang Franke (48. Friedhelm Funkel), Wolfgang Lüttges, Hans-Jürgen Wloka – Horst Riege, Peter Falter, Franz Raschid (56. Ludwig Lurz) Cheftrainer: Klaus Quinkert |
| Gelbe Karten       | keine – Horst Riege (32.) |
| Platzverweise      | keine – Horst Riege (48.) |
| Besonderheiten     | Guntram Gentes scheiterte in der 48. Minute mit einem Foulelfmeter an Manfred Kroke. |

### Rückspiel
| Paarung            | Bayer 05 Uerdingen – FK Pirmasens |
| Ergebnis           | 6:0 (3:0) |
| Datum              | Sonntag, 22. Juni 1975 |
| Stadion            | Grotenburg-Stadion, Krefeld |
| Zuschauer          | 21.000 |
| Schiedsrichter     | Rudolf Frickel (München) |
| Tore               | 1:0 Klaus Lenzke (24.) 2:0 Peter Falter (30.) 3:0 Ludwig Lurz (36.) 4:0 Peter Falter (47.) 5:0 Wolfgang Lüttges (68.) 6:0 Peter Falter (80.) |
| Bayer 05 Uerdingen | Manfred Kroke – Paul Hahn – Lothar Prehn, Norbert Brinkmann, Edmund Stieber – Klaus Lenzke (69. Heinz Mostert), Friedhelm Funkel, Hans-Jürgen Wloka (81. Werner Vollack) – Peter Falter, Wolfgang Lüttges, Ludwig Lurz Cheftrainer: Klaus Quinkert    |
| FK Pirmasens       | Klaus Pudelko – Torben Nielsen – Werner Tretter, Georg Beichle, Hermann Kohlenbrenner – Robert Jung, Guntram Gentes, Peter Bernhardt (46. Alfred Seiler), Dieter Weinkauff – Harry Erhart, Raimund Krauth (62. Günther Michl) Cheftrainer: Bernd Hoss |
| Gelbe Karten       | keine – Harry Erhart |